# Carlo Rinaldini (1615-1698)
Carlo Rinaldini, o Renaldini (Ancona, 30 dicembre 1615 – Ancona, 18 luglio 1698), è stato un matematico, ingegnere militare, filosofo e metrologo italiano.

Opus mathematicum, 1655

Non va confuso con l'omonimo del XIX secolo, lo storico e patriota anconitano Carlo Rinaldini (1824-1866).

## Biografia
Nato in una famiglia aristocratica originaria di Siena, Rinaldini studiò all'Università di Bologna. Fu al servizio del Papa Urbano VIII e ottenne da Carlo Taddeo Barberini, nipote del Papa, la supervisione delle fortezze di Ferrara, Bondeno e Comacchio.
Rettore all'Università di Pisa nel 1644, fu professore di matematica a Pisa dal 1649 al 1666. Amico di Galilei e di Borelli, il quale lo aveva soprannominato Simplicio per la sostanziale fedeltà all'aristotelismo tradizionale, Rinaldini fu in corrispondenza con Vincenzo Viviani e fu uno dei soci fondatori dell'Accademia del Cimento (1657). Tuttavia ebbe numerose controversie con i suoi amici e con Francesco Redi ed Evangelista Torricelli. Nonostante il conformismo, Rinaldini si oppose alla teoria della "virtù zoogenetica" delle piante, sostenuta dagli altri accademici del Cimento, precedendo Malpighi con l'ipotesi che anche gli insetti delle galle nascessero da uova deposte da individui della stessa specie.
Nel 1667 lasciò la Toscana per recarsi a Padova, dove ebbe la cattedra di Filosofia nella locale università e pubblicò Philosophia rationalis, atque entità naturalis. Cercò invano di tornare a Pisa. A Venezia, col padre Felice Rotondi, divenne il maestro di Elena Cornaro Piscopia, la prima donna al mondo ad aver ottenuto una laurea in filosofia (25 giugno 1678). Un'altra gloria di Rinaldini è la sua proposta di scala termometrica utilizzando come riferimenti fissi il punto di congelamento dell'acqua e quello di ebollizione all'ordinaria pressione atmosferica, e proponendo di dividere l'intervallo in 12 gradi.

## Opere (selezione)
- (LA) Carlo Rinaldini, Opus algebricum, Anconae, Marco Salvioni, 1644. URL consultato il 30 giugno 2015.
- (LA) Carlo Rinaldini, Opus mathematicum, Bononiae, Evangelista Dozza, 1655. URL consultato il 30 giugno 2015. (Mathematica italiana, pdf, 25 MB) (Google libri)
- (LA) Carlo Rinaldini, Geometra promotus, Patauii, typis Petri Mariae Frambotti bibliopolae, 1670. URL consultato il 30 giugno 2015. (Mathematica italiana, pdf, 15.6 MB)
- Ars analytica mathematum in tres partes distributa, Florentiae, ex typographia Iosephi Cocchini; Patauii, typis Petri Mariae Frambotti, 1665-1684
  - (LA) Carlo Rinaldini, Ars analytica mathematum. Pars tertia, Patauii, Pietro Maria Frambotto, 1684. URL consultato il 30 giugno 2015.
- De resolutione atque compositione mathematica libri duo, Patauii, typis ac impensis heredum Pauli Frambotti, 1668
- Philosophia rationalis, naturalis, atque moralis opus in quo praesertim physica vniuersa ex accuratis naturalium effectuum observationibus deducta, & ubi rei natura patitur geometrice demonstrata exhibetur. Tomus primus, Patauii, sumptibus Petri Mariae Frambotti bibliop., 1681
- Ad artem quam ipse conscripsit mathematum analyticam paralipomena, Patauii, typis Petri Mariae Frambotti, 1682
- Commercium epistolicum, Patauii, typis Petri Mariae Frambotti, 1682